# Centro Federal de Educação Tecnológica de Minas Gerais
Centro Federal de Educação Tecnológica de Minas Gerais (Szövetségi Technológiai Központ Oktatási Minas Gerais, CEFET-MG) egy Minas Geraisban (Brazília) található oktatási központ.
Ez egy olyan intézmény, amely kurzusok széles skáláját kínálja Minas Geraisben, Brazília délkeleti részén. Az intézmény mintegy 15 000 diák, 650 professzor és 400 főnyi munkatárs segítségével működik.
Campusai Belo Horizonte-ben (I, II, VI), illetve Leopoldina, Araxá, Divinópolis, Varginha, Timóteo, Nepomuceno, Curvelo és Contagem városaiban helyezkednek el.